# Šćedorski kanal
Šćedorski kanal (negdje i Šćedrovski kanal) je morski kanal, odnosno i morski tjesnac, koji se nalazi u Jadranskom moru.
Na zapadu nema prave prirodne međe. Kao međa se može uzeti crta koja ide od rta Podšćedro na zapadu otoka Šćedra na uvalu Zagon kod mjesta Ivan Dolac na otoku Hvaru.
Na sjeveru je ovaj kanal omeđen s otokom Hvarom, a na jugu s otokom Šćedrom, po kojemu je dobio i ime.
Na istoku nema prave prirodne međe. Kao međa se može uzeti crta koja ide od rta Vrhšćedro na istoku otoka Šćedra na Modrića bad na otoku Hvaru.